# Christina Ebelt
Christina Ebelt (* 26. Februar 1979 in Filderstadt) ist eine deutsche Filmregisseurin, Drehbuchautorin und Dramaturgin für Podcasts.

## Leben und Wirken
Christina Ebelt wurde 1979 in der Nähe von Stuttgart geboren. Nach einem einjährigen Auslandsaufenthalt in Neuseeland studierte sie ab 2001 Drehbuch/Regie im kanadischen Vancouver. Nach ihrer Rückkehr nach Deutschland arbeitete Christina Ebelt in Berlin als Script/Continuity und Regieassistenz. Später ging sie nach Köln, wo sie ab 2004 Audiovisuelle Medien an der Kunsthochschule für Medien Köln studierte. Ihr Studium beendete Christina Ebelt 2009 mit dem Diplom. Während ihrer Studienzeit entwickelte sie gemeinsam mit Jan Bonny das Drehbuch zu dem mehrfach ausgezeichneten Kinofilm Gegenüber.
Für das 2014 erschienene TV-Drama Es ist alles in Ordnung schrieb Ebelt zusammen mit Ingo Haeb das Drehbuch. 2019 feierte ihr Kinospielfilm Sterne über uns seine Uraufführung auf dem Filmfest München; der Kinostart in Deutschland folgte am 14. November 2019.
Christina Ebelt lebt in Köln.

## Filmografie (Auswahl)
- 2007: Gegenüber (Kinospielfilm) – nur Drehbuch (Regie: Jan Bonny)
- 2008: Der Dauerläufer (Kurzfilm) – Regie
- 2009: Wanna Be (Kurzfilm) – Drehbuch & Regie
- 2009: Power! (Kurzfilm) – Drehbuch & Regie
- 2014: Es ist alles in Ordnung (Fernsehspielfilm) – nur Drehbuch (Regie: Nicole Weegmann)
- 2019: Sterne über uns (Kinospielfilm) – Drehbuch & Regie
- 2023: Monster im Kopf (Kinospielfilm) – Drehbuch & Regie
- 2024: Tatort: Die große Angst – Drehbuch & Regie

## Podcasts (Auswahl)
- 2017: Im Untergrund – Auf den Spuren der RAF (von Patrizia Schlosser) – Dramaturgie
- 2019: Gegen die Angst  (von Ronja von Wurmb-Seibel & Niklas Schenk) – Dramaturgie
- 2020: BER – Made in Germany (von Kugel & Niere) – dramaturgische Beratung
- 2021: Hannes soll kein Russe werden (von Anton Stanislawski & Baran Datli) – Dramaturgie mit Franziska Krentzien
- 2021: Das Hannibal Netzwerk – Rechte Schattenkrieger und der Tag X (von  Christina Schmidt & Sebastian Erb) – dramaturgische Beratung
- 2023: Söders Endspiel (von Antonia Franz, Roman Deininger, Andreas Glas, Johann Osel) – dramaturgische Beratung
- 2024: Kino.to – die verbotene Streamingrevolution (von Sophia Wetzke und Maxi Römhild) – Dramaturgie mit Sophia Wetzke

## Auszeichnungen (Auswahl)
- 2007: Förderpreis Deutscher Film auf dem Filmfest München für das Drehbuch zum Spielfilm Gegenüber
- 2015: Nominierung für den Grimme-Preis in der Kategorie Fiktion für den Spielfilm Es ist alles in Ordnung
- 2018: Deutscher Radiopreis, Beste Sendung für "Im Untergrund – Auf den Spuren der RAF
- 2020: Fernsehfilmpreis der Deutschen Akademie für Darstellende Künste für "Sterne über uns"
- 2023: Festival des deutschen Kinos – "Monster im Kopf" Gewinner in Kategorie „Spielfilm Lang“
- 2023: Biberacher Filmfestspiele – Goldener Biber für "Monster im Kopf"